# Kanton Charmes
Der Kanton Charmes ist ein französischer Wahlkreis in den Arrondissements Épinal und Neufchâteau im Département Vosges in der Region Grand Est; sein Bureau centralisateur befindet sich in Charmes.

## Lage
Der Kanton liegt an der Nordgrenze des Départements. 

## Geschichte
Der Kanton entstand 1790. Bis 2015 gehörten 26 Gemeinden zum Kanton Charmes. Mit der Neuordnung der Kantone in Frankreich stieg die Zahl der Gemeinden 2015 auf 52. Zu den bisherigen 26 Gemeinden kamen Gemeinden der bisherigen Kantone Rambervillers (11 der 29 Gemeinden), Dompaire (8 der 30 Gemeinden)  und Châtel-sur-Moselle (7 der 23 Gemeinden) hinzu.  

## Gemeinden
Der Kanton besteht aus 52 Gemeinden mit 20.507 Einwohnern (Stand: 2022) auf einer Fläche von 421,81 km2:
| Gemeinde                   | Einwohner 1. Januar 2022 | Fläche km² | Dichte Einw./km² | Code INSEE | Postleitzahl | Arrondissement |
| -------------------------- | ------------------------ | ---------- | ---------------- | ---------- | ------------ | -------------- |
| Avillers                   | 87                       | 6,92       | 13               | 88023      | 88500        | Neufchâteau    |
| Avrainville                | 115                      | 4,57       | 25               | 88024      | 88130        | Neufchâteau    |
| Battexey                   | 34                       | 2,72       | 13               | 88038      | 88130        | Neufchâteau    |
| Bettegney-Saint-Brice      | 162                      | 5,32       | 30               | 88055      | 88450        | Neufchâteau    |
| Bettoncourt                | 91                       | 3,18       | 29               | 88056      | 88500        | Neufchâteau    |
| Bouxières-aux-Bois         | 144                      | 7,68       | 19               | 88069      | 88270        | Neufchâteau    |
| Bouxurulles                | 178                      | 6,70       | 27               | 88070      | 88130        | Neufchâteau    |
| Brantigny                  | 200                      | 3,01       | 66               | 88073      | 88130        | Épinal         |
| Bult                       | 303                      | 9,86       | 31               | 88080      | 88700        | Épinal         |
| Chamagne                   | 442                      | 15,29      | 29               | 88084      | 88130        | Épinal         |
| Charmes                    | 4.489                    | 23,49      | 191              | 88090      | 88130        | Épinal         |
| Châtel-sur-Moselle         | 1.726                    | 11,86      | 146              | 88094      | 88330        | Épinal         |
| Clézentaine                | 219                      | 13,11      | 17               | 88110      | 88700        | Épinal         |
| Damas-aux-Bois             | 273                      | 29,46      | 9                | 88121      | 88330        | Épinal         |
| Deinvillers                | 55                       | 5,60       | 10               | 88127      | 88700        | Épinal         |
| Derbamont                  | 99                       | 6,83       | 14               | 88129      | 88270        | Neufchâteau    |
| Essegney                   | 745                      | 8,41       | 89               | 88163      | 88130        | Épinal         |
| Évaux-et-Ménil             | 355                      | 5,00       | 71               | 88166      | 88450        | Neufchâteau    |
| Fauconcourt                | 131                      | 4,90       | 27               | 88168      | 88700        | Épinal         |
| Florémont                  | 473                      | 8,09       | 58               | 88173      | 88130        | Épinal         |
| Gircourt-lès-Viéville      | 195                      | 8,44       | 23               | 88202      | 88500        | Neufchâteau    |
| Gugney-aux-Aulx            | 171                      | 8,67       | 20               | 88223      | 88450        | Neufchâteau    |
| Hadigny-les-Verrières      | 378                      | 13,74      | 28               | 88224      | 88330        | Épinal         |
| Haillainville              | 181                      | 12,26      | 15               | 88228      | 88330        | Épinal         |
| Hardancourt                | 35                       | 3,33       | 11               | 88230      | 88700        | Épinal         |
| Hergugney                  | 130                      | 5,46       | 24               | 88239      | 88130        | Épinal         |
| Jorxey                     | 81                       | 5,40       | 15               | 88254      | 88500        | Neufchâteau    |
| Langley                    | 144                      | 2,73       | 53               | 88260      | 88130        | Épinal         |
| Madegney                   | 126                      | 3,05       | 41               | 88280      | 88450        | Neufchâteau    |
| Marainville-sur-Madon      | 98                       | 4,88       | 20               | 88286      | 88130        | Neufchâteau    |
| Moriville                  | 436                      | 25,05      | 17               | 88313      | 88330        | Épinal         |
| Moyemont                   | 221                      | 12,30      | 18               | 88318      | 88700        | Épinal         |
| Nomexy                     | 1.927                    | 7,95       | 242              | 88327      | 88440        | Épinal         |
| Ortoncourt                 | 87                       | 4,39       | 20               | 88338      | 88700        | Épinal         |
| Pont-sur-Madon             | 181                      | 3,42       | 53               | 88354      | 88500        | Neufchâteau    |
| Portieux                   | 1.215                    | 7,90       | 154              | 88355      | 88330        | Épinal         |
| Rapey                      | 24                       | 3,03       | 8                | 88374      | 88130        | Neufchâteau    |
| Regney                     | 103                      | 3,90       | 26               | 88378      | 88450        | Neufchâteau    |
| Rehaincourt                | 361                      | 15,22      | 24               | 88379      | 88330        | Épinal         |
| Romont                     | 362                      | 19,26      | 19               | 88395      | 88700        | Épinal         |
| Rugney                     | 131                      | 5,73       | 23               | 88406      | 88130        | Épinal         |
| Saint-Genest               | 133                      | 6,26       | 21               | 88416      | 88700        | Épinal         |
| Saint-Maurice-sur-Mortagne | 181                      | 6,78       | 27               | 88425      | 88700        | Épinal         |
| Saint-Vallier              | 100                      | 4,44       | 23               | 88437      | 88270        | Neufchâteau    |
| Savigny                    | 203                      | 6,17       | 33               | 88449      | 88130        | Épinal         |
| Socourt                    | 282                      | 3,85       | 73               | 88458      | 88130        | Épinal         |
| Ubexy                      | 169                      | 5,01       | 34               | 88480      | 88130        | Épinal         |
| Varmonzey                  | 24                       | 2,57       | 9                | 88493      | 88450        | Neufchâteau    |
| Vincey                     | 2.073                    | 12,81      | 162              | 88513      | 88450        | Épinal         |
| Vomécourt                  | 258                      | 7,03       | 37               | 88521      | 88700        | Épinal         |
| Vomécourt-sur-Madon        | 68                       | 3,53       | 19               | 88522      | 88500        | Neufchâteau    |
| Xaronval                   | 108                      | 5,25       | 21               | 88529      | 88130        | Neufchâteau    |
| Kanton Charmes             | 20.507                   | 421,81     | 49               | 8803       | –            | –              |

Bis zur landesweiten Neuordnung der französischen Kantone im März 2015 gehörten zum Kanton Charmes die 26 Gemeinden Avillers, Avrainville, Battexey, Bettoncourt, Bouxurulles, Brantigny, Chamagne, Charmes (Hauptort), Essegney, Évaux-et-Ménil, Florémont, Gircourt-lès-Viéville, Hergugney, Langley, Marainville-sur-Madon, Pont-sur-Madon, Portieux, Rapey, Rugney, Savigny, Socourt, Ubexy, Varmonzey, Vincey, Vomécourt-sur-Madon und Xaronval. Sein Zuschnitt entsprach einer Fläche von 168,16 km2. Er besaß vor 2015 einen anderen INSEE-Code als heute, nämlich 8805.

## Bevölkerungsentwicklung
| 1962   | 1968   | 1975   | 1982   | 1990   | 1999   | 2006   | 2012   |
| ------ | ------ | ------ | ------ | ------ | ------ | ------ | ------ |
| 13.221 | 12.973 | 13.282 | 12.912 | 12.319 | 12.157 | 12.313 | 12.521 |

## Politik
Seit 1945 hatte der Kanton folgende Abgeordnete im Rat des Départements:
| Vertreter im conseil général des Départements | Vertreter im conseil général des Départements | Vertreter im conseil général des Départements                                                        |
| Amtszeit                                      | Name                                          | Partei                                                                                               |
| --------------------------------------------- | --------------------------------------------- | --- |
| 1945–1973                                     | Paul Legrand                                  | Ligue de la jeune République, dann Rassemblement des gauches républicaines Républicains indépendants |
| 1973–1976                                     | Marcel Gourmand                               | Union des démocrates pour la République                                                              |
| 1976–2015                                     | Gilbert Didierjean                            | PS, danach DVD                                                                                       |
| 2015–                                         | Martine Boulliat Robert Colin                 | DVD                                                                                                  |